# (1522) Kokkola
(1522) Kokkola – planetoida z pasa głównego asteroid okrążająca Słońce w ciągu 3 lat i 236 dni w średniej odległości 2,37 au. Została odkryta 18 listopada 1938 roku w Obserwatorium Iso-Heikkilä w Turku przez Liisi Otermę. Nazwa planetoidy pochodzi od Kokkoli, miasta w Finlandii. Przed nadaniem nazwy planetoida nosiła oznaczenie tymczasowe (1522) 1938 WO.